# Manche
Manche (wymowaⓘ [mɑ̃ːʃ]) – departament w północnej Francji, w regionie Normandia, położony nad kanałem La Manche. Obejmuje półwysep Cotentin oraz wschodnie wybrzeże zatoki Saint-Malo. Departament został utworzony 4 marca 1790 roku. Oznaczony jest liczbą 50.
Według danych na rok 2010 liczba zamieszkującej departament ludności wynosi 498 747 os. (83 os./km²); powierzchnia departamentu to 5938 km². Ośrodkiem administracyjnym (prefekturą) departamentu jest Saint-Lô, a największym miastem – Cherbourg-en-Cotentin.
Dnia 1 stycznia 2018 roku terytorium departamentu zostało powiększone od dawną gminę Pont-Farcy, którą to wraz z kreacją nowej gminy Tessy-Bocage przeniesiono z departamentu Calvados. 
W 2023 roku w skład departamentu wchodziło 485 gmin (lista).

## Miejscowości
Największe miejscowości departamentu (w nawiasach liczba ludności w 2021 roku):

- Cherbourg-en-Cotentin (77 808)
- Saint-Lô (19 373)
- Granville (12 581)
- La Hague (11 223)
- Avranches (10 240)
- Carentan-les-Marais (10 220)
- Coutances (8353)
- Valognes (6791)
- Bricquebec-en-Cotentin (5867)
- Saint-Hilaire-du-Harcouët (5747)
- Saint-James (4890)
- Torigny-les-Villes (4439)
- Pontorson (4334)
- Agneaux (4255)
- Saint-Pair-sur-Mer (4238)
- Condé-sur-Vire (4106)
- La Haye (3971)
- Villedieu-les-Poêles-Rouffigny (3851)
- Bréhal (3472)
- Saint-Sauveur-Villages (3362)
- Bourgvallées (3312)
- Gouville-sur-Mer (3254)
- Les Pieux (3253)
- Picauville (3237)
- Quettreville-sur-Sienne (3188)
- Isigny-le-Buat (3182)
- Donville-les-Bains (3103)
- Sourdeval (3077)

## Gospodarka
Gospodarka departamentu opiera się głównie na rolnictwie i rybołówstwie. Znajduje się tu 4,5 tys. gospodarstw specjalizujących się w produkcji mleka (spadek z 6 tys. w 2003 i 8 tys. w 1997), z czego 1 tys. dostarcza 40% z 13,6 mln hektolitrów mleka produkowanych rocznie przez departament. Pogłowie krów wynosi 243 tys. (spadek z 400 tys. w 1980). 
W miejscowości Flamanville na północy departamentu mieści się elektrownia jądrowa.